# Fuerza Aérea Egipcia
La Fuerza Aérea Egipcia (en árabe: القوات الجوية المصرية, transliteración: Al-Qūwāt al-Gawwīyä al-Miṣrīyä) es la rama aérea de las fuerzas armadas de Egipto. La EAF está encabezada por un mariscal del aire (equivalente a Teniente General), y actualmente es Mahmoud Reda Mohamed Hafez. El lema de la fuerza es «cada vez más alto, en pos de la gloria" (en árabe: إلى العلا في سبيل المجد, I'la 'al-A'la Sabil fi al-Magd). 
El Servicio Aéreo del Ejército Egipcio se formó en 1932 y se convirtió en una fuerza aérea independiente en 1937. Tuvo poca participación en la Segunda Guerra Mundial. De 1948 a 1973 participó, con resultados generalmente mediocres, en cuatro guerras separadas con Israel, así como en la casi Guerra de Desgaste. También apoyó al ejército egipcio durante la Guerra Civil de Yemen del Norte y la guerra libio-egipcia de 1977. Desde 1977 hasta 2011 prácticamente no hubo combate, pero ha participado en numerosos ejercicios, incluida la Operación Estrella Brillante. Desde 1992, el EAF también ha proporcionado apoyo aéreo a la policía y otras organizaciones de seguridad nacional que participan en la guerra contra el terrorismo. En los últimos años, la Fuerza Aérea ha actuado en la insurgencia del Sinaí, la segunda guerra civil libia y la Intervención en el Yemen. 
El papel principal de EAF es la defensa aérea de la nación, con tareas secundarias de huelga y operaciones de apoyo del ejército. El EAF proporciona transporte oficial del gobierno y lleva a cabo operaciones internacionales de búsqueda y rescate en el desierto, el Mar Mediterráneo y el Mar Rojo.
En 2014, el IISS estimó el total de la mano de obra activa de la Fuerza Aérea de Egipto en aproximadamente 30,000 personas, incluidos 10,000 reclutas, con reservas de 20,000 personas. Esto contrasta con una estimación de unos 35,000 empleados, y la mayoría de las tripulaciones son profesionales a largo plazo, en 2010.
En la actualidad, la Fuerza Aérea Egipcia cuenta con más de 1,100 aviones de combate y 245 helicópteros armados, por lo que es la más grande de África y Oriente Medio, siendo también la más fuerte y más desarrollada en África, y una de las más fuertes de Oriente Medio junto con la Fuerza Aérea Turca, la Fuerza Aérea Israelí y las Reales Fuerzas Aéreas Saudíes. La columna vertebral de la Fuerza Aérea de Egipto está formada por 240 aviones de combate Lockheed Martin F-16 Fighting Falcon, siendo la cuarta mayor operadora de este modelo en el mundo.

## Historia

### Establecimiento
A finales del año 1928 el Parlamento de Egipto propuso la creación de una Fuerza Aérea. El Ministerio Egipcio de la Guerra anunció que necesitaba voluntarios para el nuevo brazo que quisieran convertirse en los primeros pilotos militares de Egipto. Más de 200 funcionarios de Egipto se ofrecieron, pero al final sólo tres lograron pasar las estrictas pruebas médicas y los exámenes técnicos. 
Estos tres fueron enviados a la escuela de vuelo número 4 de la Royal Air Force británica ubicada en Abu Suwayer, cerca del Canal de Suez, donde fueron entrenados en distintos tipos de aviones. Después de su graduación viajaron al Reino Unido para recibir formación especializada. 
El 2 de noviembre de 1930 el Rey Fuad anunció la creación de la Fuerza Aérea del Ejército de Egipto (conocida por sus siglas en inglés EAAF) y en septiembre de 1931, la empresa británica fabricante de aeronaves de Havilland ganó un contrato para suministrar 10 aviones de entrenamiento de Havilland DH.60G Gipsy Moth.
El primer comandante de la EAAF fue un líder de escuadrón canadiense, Victor Hubert Tait. Tait seleccionó el personal, las armas de aire y construyó las bases. En 1934 el gobierno británico cedió 10 aviones Avro 626, que fueron los primeros aviones realmente militares de Egipto. Otros 17 Avro 626, junto con Hawker Audax fueron cedidos tiempo después, además de algunos Avro Anson poco después.
En 1937 la Fuerza Aérea se separó del mando del ejército para convertirse en una rama independiente, recibiendo la denominación de Real Fuerza Aérea Egipcia (REAF), construyendo nuevas bases en la región del canal de Suez y en la zona occidental del país.
En 1938, la REAF recibió dos escuadrones de cazas biplano Gloster Gladiator y un escuadrón de Westland Lysander, entonces un moderno avión de reconocimiento. Egipto fue el último país de utilizar el Lysander en acción, siendo utilizados contra Israel en la Guerra de la Independencia en 1948.

### Segunda Guerra Mundial

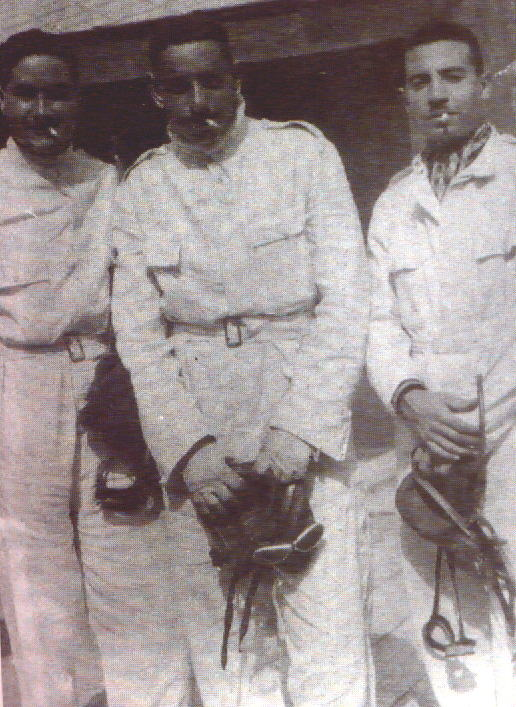
Primeros pilotos egipcios.

Como la frontera egipcia fue amenazada por una invasión italiana y alemana durante la Segunda Guerra Mundial, la Royal Air Force estableció más aeródromos en Egipto. La Real Fuerza Aérea Egipcia fue tratada a veces como parte de la Real Fuerza Aérea, otras veces se siguió una estricta política de neutralidad, ya que Egipto mantuvo su neutralidad oficial hasta muy tarde en la guerra. Como resultado, Gran Bretaña suministró pocos aviones adicionales, sin embargo, el brazo recibió sus primeros combatientes modernos, Hawker Hurricane y una pequeña cantidad de Curtiss P-40 Tomahawks. En el período inmediato de la posguerra, se adquirieron aviones baratos con excedentes de guerra, incluidos un gran número de Supermarine Spitfire Mk.IXs.
Una orden de batalla de 1946 para la Fuerza Aérea se puede encontrar en Jane's Fighting Aircraft de la Segunda Guerra Mundial.

### Guerra árabe-israelí de 1948
Tras la retirada británica del Protectorado británico de Palestina y el establecimiento del Estado de Israel el 14 de mayo de 1948, las fuerzas egipcias cruzaron a Palestina como parte de una coalición militar más amplia de la Liga Árabe en apoyo de los palestinos contra los israelíes. La contribución de la Fuerza Aérea de Egipto incluyó al bombardero Short Stirling, Douglas C-47 Dakotas actuando como bombarderos ligeros y Spitfires.
Dos aviones israelíes fueron derribados y el 22 de mayo de 1948, los Spitfires egipcios atacaron el aeródromo de la RAF Ramat David, creyendo que ya había sido tomado por las fuerzas israelíes. La primera incursión sorprendió a los británicos y causó la destrucción de varios aviones de la RAF en tierra y la muerte de cuatro aviadores. Los británicos no estaban seguros de si los Spitfires atacantes provenían de las fuerzas árabes o israelíes. Cuando la segunda y la tercera redadas siguieron poco después, los británicos estaban listos y toda la fuerza egipcia fue derribada; el último avión fue atacado durante algún tiempo cuando los pilotos de la RAF intentaron ver de cerca sus marcas.
Las relaciones con Gran Bretaña pronto se restablecieron y el estado oficial de guerra con Israel aseguró que las compras de armas continuaran. Se compraron unos nuevos 22 Spitfire Mk para reemplazar los modelos anteriores. A fines de 1949, Egipto recibió su primer caza a reacción, el británico Gloster Meteor F4 y poco después de De Havilland Vampire FB5.
En 1955, Egipto llegó a un acuerdo para comprar armas pesadas a Checoslovaquia, culminando cuatro años de intentos. El gobierno egipcio estaba decidido a dejar de confiar en los armamentos británicos. Las discusiones de 1951 incluyeron 60–100 cazas Mikoyan-Gurevich MiG-15. Las entregas iniciales del bloque soviético incluían los MiG-15, los bombarderos Ilyushin Il-28, los transportes Ilyushin Il-14 y los entrenadores Yak-11. Instructores de Checoslovaquia acompañaron a estos aviones. Egipto también comenzó a fabricar sus propios entrenadores primarios de Gomhouria Bü 181 Bestmann de diseño checoslovaco en este momento.

### Crisis del Canal de Suez
Después de la nacionalización del Canal de Suez por el Gobierno egipcio en 1956, Egipto fue atacado por Israel, Francia y el Reino Unido en lo que se conoció como la Crisis de Suez ("agresión tripartita" en Egipto). Las pérdidas pesadas fueron sufridas por el lado egipcio. El conflicto, aunque devastador militarmente, resultó ser una victoria política para Egipto y resultó en el retiro total de las fuerzas agresoras del país. También obligó a la EAF a comenzar la reconstrucción con ayuda no británica.
En 1958, Egipto se fusionó con Siria para formar la República Árabe Unida, y las fuerzas egipcias y sirias previamente separadas se combinaron como la Fuerza Aérea de la República Árabe Unida. Aunque Siria dejó el sindicato en 1961, Egipto continuó usando el nombre oficial del sindicato hasta 1971, incluso para su fuerza aérea.
A mediados de la década de 1960, los aviones británicos habían sido reemplazados completamente por el hardware soviético. La Unión Soviética se convirtió en el principal proveedor de EAF y en muchos otros estados árabes. Esto permitió que el EAF se modernizara enormemente y aumentara su efectividad de combate. El MiG-21 Fishbed llegó a principios de la década de 1960, trayendo consigo una capacidad Mach 2. El MiG-21 seguirá siendo el principal luchador de Egipto durante las próximas dos décadas. En 1967, Egipto tenía 200 MiG-21. El EAF también comenzó a volar el caza/bombardero Sukhoi Su-7 a mediados de los años sesenta.
Egipto también comenzó el Helwan HA-300 como su primer avión supersónico. Nunca fue más allá de tres prototipos y vuelos de prueba iniciales, luego fue abandonado debido al alto costo militar infligido a la participación militar egipcia en la guerra de Yemen y la derrota en la guerra de 1967 con Israel.

### Guerra de Yemen del Norte
La parte realista yemení recibió el apoyo de Arabia Saudita y Jordania, mientras que los republicanos yemeníes fueron apoyados por Egipto. La lucha fue feroz, con combates urbanos pesados, así como batallas en el campo. Fueron involucradas tanto fuerzas foráneas irregulares como convencionales.
Estratégicamente, la guerra de Yemen fue una oportunidad para Israel. Estancó los planes militares egipcios para el refuerzo del Sinaí, al cambiar el enfoque militar egipcio a otro teatro de operaciones. El historiador egipcio Mohammed Heikal escribe que Israel proporcionó envíos de armas y también cultivó relaciones con cientos de mercenarios europeos que luchaban por los realistas en Yemen. Israel estableció un puente de suministro aéreo secreto desde Yibuti hasta el norte de Yemen. La guerra también dio a los israelíes la oportunidad de evaluar las tácticas de combate y la adaptabilidad de Egipto.
Las fuerzas aéreas y navales egipcias comenzaron a bombardear con incursiones en la ciudad saudita de Najran, en el suroeste de Arabia, y en la ciudad costera de Jizan, que eran puntos de parada para las fuerzas realistas. En respuesta, los saudíes compraron misiles tierra-aire British Thunderbird (misiles) y desarrollaron su aeródromo King Khalid cerca de Khamis Mushait. Riad también intentó convencer a los Estados Unidos para que respondieran en su nombre. En la Operación Superficie Dura, el presidente Kennedy envió aviones de combate y bombarderos a la Base Aérea de Dhahran desde mayo de 1963, demostrando a Egipto la seriedad de su compromiso de defender los intereses de los Estados Unidos en Arabia Saudita.

### Guerra de los Seis Días

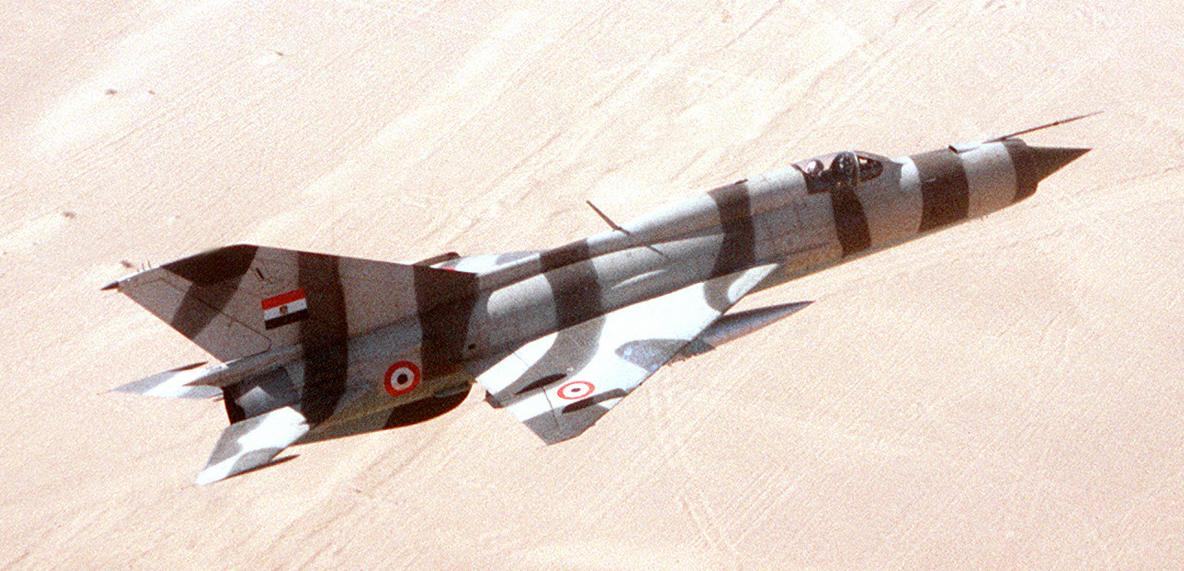
Un MiG-21PFM, principal caza egipcio en esos años

En la guerra de los Seis Días de 1967, la capacidad de combate de la EAF se vio gravemente dañada después de que la Fuerza Aérea israelí destruyó sus bases aéreas en un ataque preventivo con nombre en código Operación Foco. Durante los últimos cuatro días, la EAF realizó solo 150 incursiones contra unidades israelíes en todo el Sinaí. Después de la guerra, la Unión Soviética repuso las existencias de EAF, enviando grandes cantidades de aviones y asesores a Egipto para revitalizar la EAF.
La primera victoria aire-aire de la EAF es reclamada por el piloto de Mig-21 Nabil Shoukry contra un caza Mirage IIICJ sobre la base aérea de Inchas dos horas después del primer ataque israelí.
El 8 de junio de la guerra, un par de Mig-21 egipcios se enfrentaron a un par de Mirage III sobre el Sinaí. En la pelea de perros que siguió, el 1.er. Teniente Fakhry El-Ashmawy de EAF logró derribar a uno de los luchadores de Mirage, mientras que el segundo Mirage se estrelló por agotamiento de combustible.
Las reclamaciones iniciales de Egipto fueron aún más infladas, pero luego se redujeron a 72 aviones israelíes destruidos. Las FDI/AF admitieron 45 pérdidas en todos los frentes, mientras que los observadores externos pusieron la cifra entre 55 y 60. Años más tarde, fuentes israelíes no oficiales admitieron diez aeronaves FDI/AF derribadas en combate aéreo en todos los frentes. Las fuentes independientes ponen esta cifra en 11, más otra que resulta en el agotamiento del combustible. De hecho, varios aviones israelíes derribados por disparos en el suelo probablemente cayeron sobre combatientes egipcios.

### Guerra de Biafra

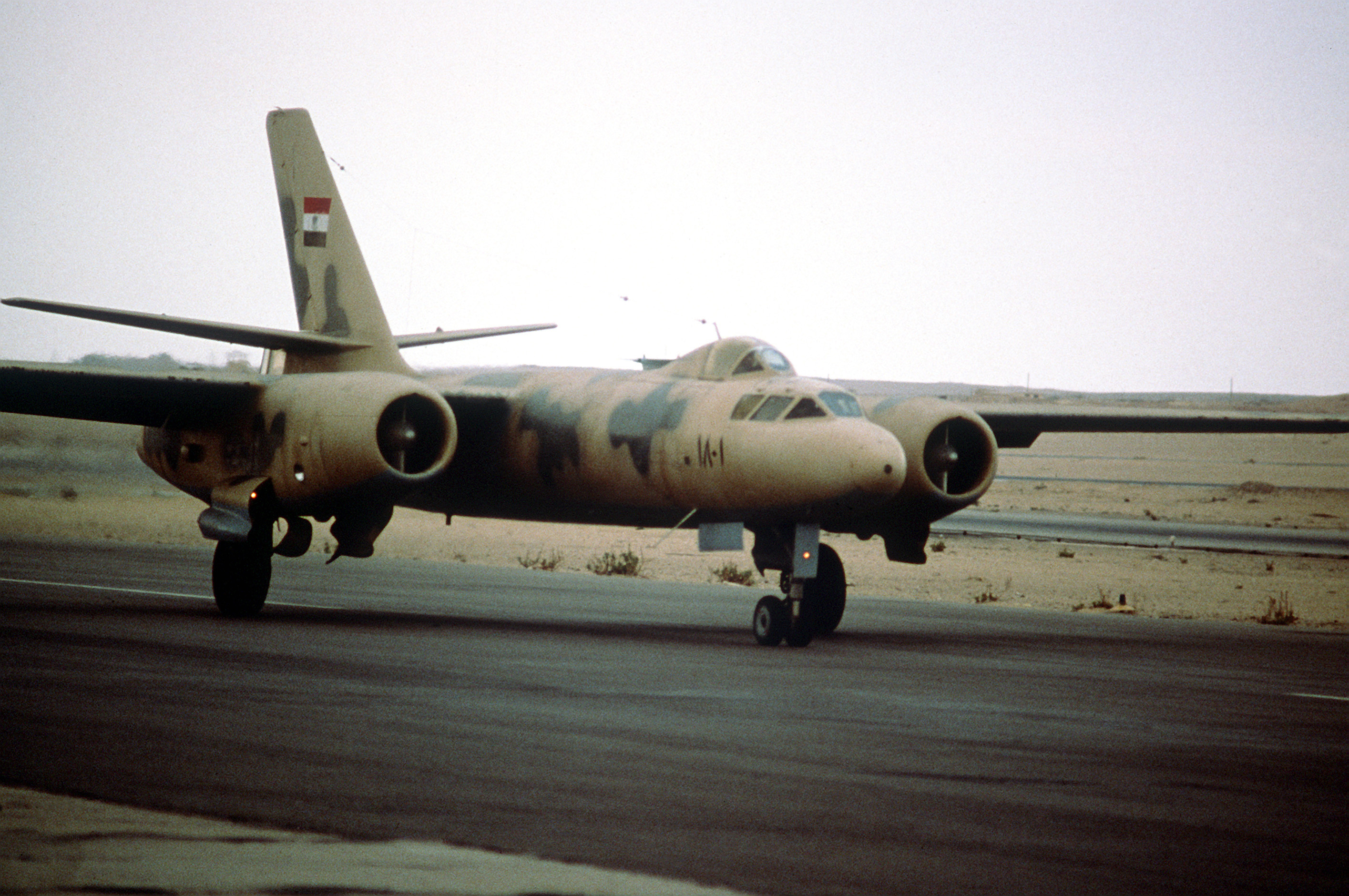
Un Il-28 biplaza haciendo la carrera de despegue

Durante la guerra civil de Nigeria, Nigeria recibió apoyo de Egipto, ya que Abdel Nasser envió pilotos egipcios. Se proporcionaron pilotos para volar el avión adquirido por la Unión Soviética, la fuerza aérea Mikoyan MiG-17 y los bombarderos Ilyushin Il-28. Los reclutas egipcios frecuentemente atacaron objetivos civiles en lugar de militares, bombardeando numerosos refugios de la Cruz Roja.

### Guerra de desgaste
Los años entre 1967 y 1970 implicaron una prolongada campaña de desgaste contra Israel. El EAF pasó por un programa de construcción masiva para construir nuevas bases aéreas con el fin de aumentar su capacidad de supervivencia. Durante este período, Egipto también recibió reemplazos por las pérdidas que sufrió durante la guerra de los Seis Días. La EAF fue la primera rama de las fuerzas armadas egipcias en lograr una preparación completa para el combate.
El 15 de julio de 1967, seis combatientes del Mirage III israelí violaron el espacio aéreo egipcio y se dieron órdenes de dos formaciones, cada una de ellas consistía en dos combatientes MiG-21 para interceptar, otra formación de 2 MiG piloteada por el comandante Fawzy Salama y el teniente Medhat Zaki estaba listo en el oeste de El Cairo base Aérea. De hecho, la formación despegó, pero para proteger la base aérea en lugar de apoyar la intercepción.

### Guerra de Yom Kipur

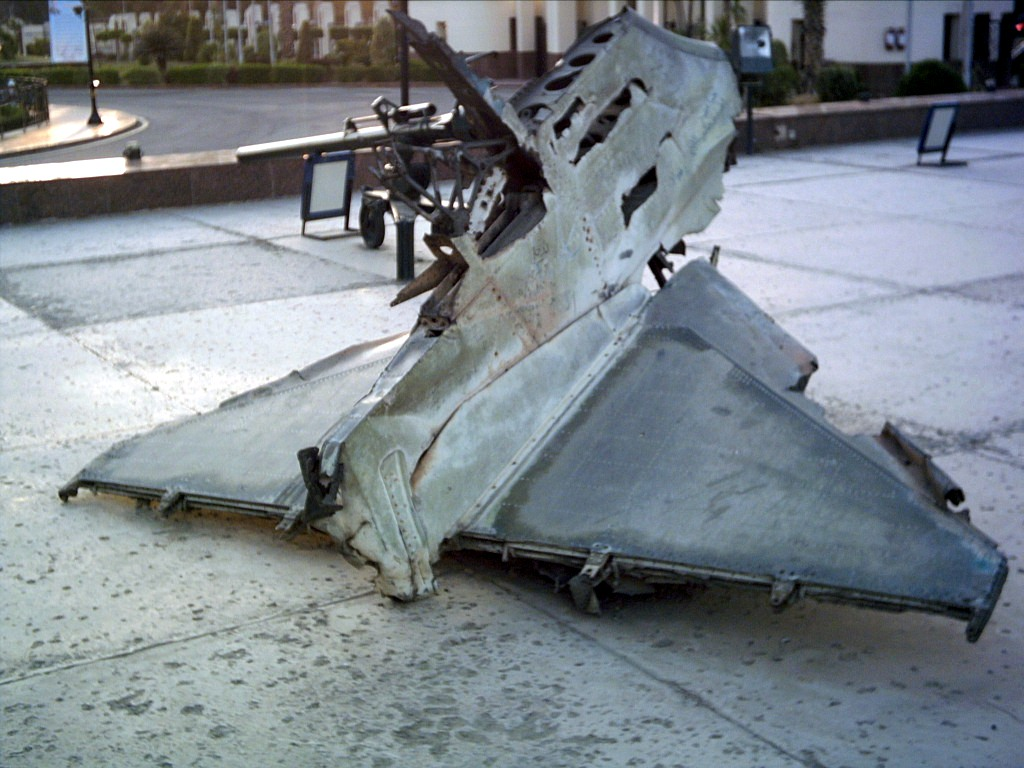
Restos de la cola de un A-4 Skyhawk israelí derribado durante la guerra

Durante el ataque aéreo inicial sorpresa de la guerra de Yom Kipur, participaron más de 220 aviones EAF. A diferencia de sus homólogos sirios, los aviones EAF evadieron los radares israelíes volando por debajo de la altura de detección. Los aviones de EAF se mantuvieron en reserva después de ese punto, concentrándose principalmente en la defensa del aeródromo junto con el S-125 "Pechora" (SA-3 "Goa" bajo la Designación de la OTAN), mientras que el 2K12 Kub (SA-6 'Gainful' bajo la Designación de la OTAN) más móvil  protegió a las fuerzas egipcias a nivel bajo y medio, ayudado por el ZSU 23-4SP y Strela-2 (SA-7 bajo la Designación de la OTAN) SAMs de hombro.
A pesar de estas limitaciones, la EAF llevó a cabo salidas ofensivas de vez en cuando. El Su-7BM se usó para ataques rápidos contra columnas israelíes y el Mirage IIIE (a veces confundido con el Mirage 5), donado por Libia, llevó a cabo ataques de gran alcance en el interior del Sinaí en Bir Gifgafa.
Sin embargo, cuando las fuerzas blindadas israelíes utilizaron una brecha entre los dos ejércitos egipcios para cruzar el Canal de Suez (Operación Stouthearted Men), destruyeron varios sitios SAM egipcios, obligando a la EAF a luchar contra la IAF. Las EAF obtuvieron victorias y continuaron impugnando las operaciones de la IAF, al tiempo que lanzaban ataques contra las fuerzas terrestres israelíes en la orilla este del Canal de Suez. En la mayoría de estos compromisos, los MiG-21 egipcios (de todo tipo) desafiaron a los Mirage IIIC o Neshers israelíes.
La IAF no operó libremente y no tenía la supremacía aérea completa que disfrutó durante el conflicto anterior, la guerra de 1967. Los MiG egipcios se utilizaron con mayor eficiencia que antes, lo que incluía las tácticas y lecciones aprendidas de la guerra de 1967

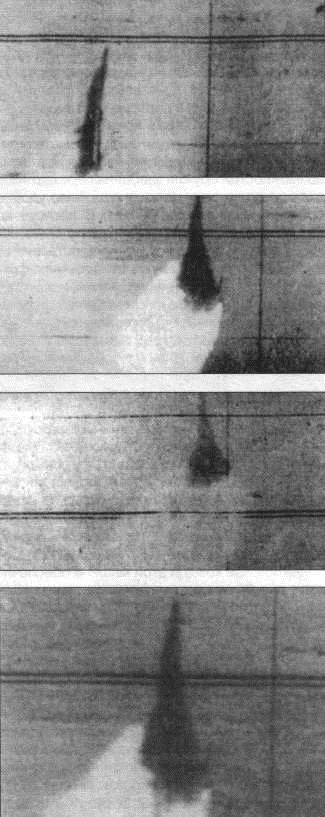
Un MiG-21MF egipcio derriba a un Mirage-IIICJ israelí con sus cañones

Fue durante esta guerra que la EAF aplicó las lecciones que aprendió anteriormente de los israelíes. Un comandante de regimiento MiG-21 de 32 años de edad que ha estado volando desde que tenía 15 años recuerda: "Durante la guerra de desgaste, la fuerza aérea israelí tuvo una táctica de emboscada favorita", dijo a Aviation Week y Space Technology. "Penetrarían con dos aviones a mediana altura, donde serían recogidos rápidamente por un radar. Nos apresuraríamos cuatro u ocho para atacarlos. Pero tenían otra docena de combatientes que se arrastraban a una altitud extremadamente baja por debajo de la cobertura de radar. atacaron, se acercaron y nos sorprendieron. Mi regimiento perdió a los MiG en esta táctica de emboscada tres veces. Pero aprendimos la lección y practicamos las mismas tácticas. En las peleas finales sobre Deversoir, emboscamos a algunos Mirage-IIICJ israelíes de la misma manera, y a mi propia La formación del 'dedo cuatro' derribó cuatro Mirage con la pérdida de un MiG ".
El comandante de la Fuerza Aérea egipcia durante la guerra era el entonces mariscal del aire Hosni Mubarak. El 14 de octubre de 1973 tuvo lugar uno de los muchos compromisos aéreos entre Egipto e Israel. Las reclamaciones iniciales en Egipto fueron que 15 aviones israelíes habían sido destruidos. Israel hasta el día de hoy no enumera a ningún piloto asesinado el 14 de octubre. Mubarak posteriormente modificó documentos e incluso fotografías del compromiso, creando la "Batalla Aérea de Mansura". Más tarde, el gobierno egipcio cambió el "Día de la Fuerza Aérea" del país del 2 de noviembre al 14 de octubre, para conmemorar la batalla aérea de Mansurah. Mubarak incluso fue promovido y elegido como un héroe nacional después de la guerra, aparentemente debido principalmente a la capacidad de sus pilotos para alcanzar su objetivo durante el ataque aéreo inicial.

### Shaba I
Durante la crisis de Shaba I en Zaire en 1977, la Fuerza Aérea Egipcia proporcionó 50 pilotos y técnicos, que operaron aviones Mirage para la Fuerza Aérea de Zaire.

### Guerra Libio-Egipcia
Durante la guerra libio-egipcia de 1977, hubo algunas escaramuzas entre combatientes libios y egipcios. En un caso, dos MiG-23MS de la Fuerza Aérea de Libia se enfrentaron a dos MiG-21MF de la EAF armados con misiles AIM-9J Sidewinder que se habían actualizado para llevar tal armamento occidental. Los pilotos libios cometieron el error de intentar maniobrar con los más ágiles combatientes egipcios, y un MiG-23MS fue derribado por el Mayor de la Fuerza Aérea, Sal Mohammad, mientras que el otro avión libio utilizó su ventaja de velocidad para escapar.
A partir de 1985, la EAF participa en el Ejercicio Estrella Brillante que realizan Estados Unidos y Egipto.

### Insurgencia en el Sinaí
La Fuerza Aérea egipcia operó a gran escala durante la insurgencia del Sinaí que comenzó en 2011. Los helicópteros AH-64 Apache y los aviones de combate F-16 bombardearon numerosos objetivos militares casi a diario.

### Segunda guerra civil libia (2014-presente)
Durante la segunda guerra civil libia hubo informes contradictorios de que aviones de combate egipcios bombardearon milicias islamistas en apoyo del gobierno con sede en Tobruk. El Ministerio de Relaciones Exteriores negó cualquier participación en el conflicto, aunque funcionarios militares egipcios no identificados afirmaron lo contrario. Egipto reforzó la seguridad en la frontera con Libia luego de misteriosos ataques aéreos. Las fuerzas egipcias cerca de la frontera con Libia se pusieron en alerta máxima luego de los ataques aéreos del 10 de enero de 2016 de aviones de combate no identificados dentro de Libia. Los aviones de combate atacaron objetivos del Estado Islámico de Irak y Levante (ISIL) dentro de Libia, según informes de prensa. La ciudad costera libia de Sirte ha servido como la capital de ISIL en el norte de África desde que el grupo terrorista tomó la ciudad el verano pasado.
Después de recibir tres MiG-21MF y tres Mi-8 de Egipto hace apenas medio año, parece que la Fuerza Aérea de Libia ahora está más fortalecida por dos MiG-21MF de la misma fuente. Los antiguos montajes de EAF son una adición bienvenida a la Fuerza Aérea Libia, que está poco equipada, que actualmente está librando una guerra contra el Alba de Libia, Ansar al-Sharia e incluso el Estado Islámico, este último centrado en la ciudad libia de Derna.
El 6 de marzo de 2016, Egipto y Francia comenzaron el domingo un ejercicio militar conjunto denominado "Ramses-2016" en la ciudad costera de Alejandría a lo largo del Mediterráneo. El portaaviones francés de propulsión nuclear Charles de Gaulle está navegando a través del Mar Rojo en su camino hacia el Mediterráneo a través del Canal de Suez para realizar maniobras conjuntas con la fuerza aérea y la marina egipcia, en preparación para una ofensiva de coalición reducida contra el control del Estado Islámico en Libia. 

### Ataques aéreos 2015 en Libia

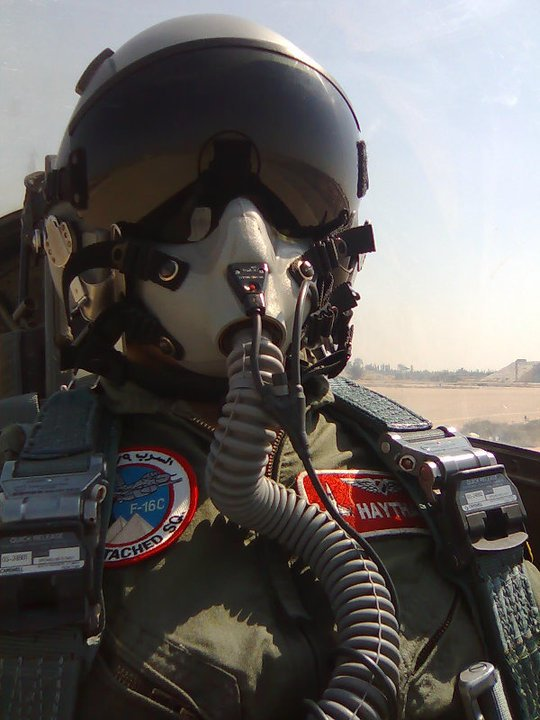
Piloto egipcio de F-16.

Los ataques aéreos egipcios de febrero de 2015 en Libia contra el Estado Islámico de Irak y el Levante (ISIL) en Libia tuvieron lugar el 16 de febrero de 2015, y fueron activados por un video publicado por ISIL en Libia el día anterior, que representa la decapitación de 21 cristianos coptos de Egipto.
En pocas horas, la Fuerza Aérea egipcia respondió con ataques aéreos contra los campos de entrenamiento del EIIL y las reservas de armas en represalia por los asesinatos. Aviones de combate que actuaron bajo órdenes del gobierno libio también atacaron objetivos en Derna, según informes, en coordinación con Egipto. Se cree que se utilizaron más de ocho aviones de combate de la EAF, f-16 para los ataques, incluidas las versiones del "bloque 52" recién incorporadas.
Los ataques aéreos supuestamente mataron a 81 militantes del EIIL, incluidos tres de los líderes, en las ciudades costeras de Derna y Sirte. Los medios libios informaron que ISIL había reunido a al menos a 35 egipcios más en represalia por los ataques aéreos.

### Intervención militar de 2015  en Yemen
Las fuerzas aéreas egipcias participan en una operación militar regional liderada por Arabia Saudita para detener el avance de los rebeldes chií hutíes en Yemen, anunció la presidencia de Egipto el 25 de marzo de 2015 en un comunicado. La Fuerza Aérea egipcia participó en ataques aéreos contra los hutíes en Yemen.
La participación militar de Egipto "a través de elementos de las fuerzas aéreas y navales egipcias" apunta a apoyar a la coalición regional liderada por Arabia Saudita para restablecer la estabilidad en Yemen "bajo liderazgo legítimo", según la declaración de la presidencia egipcia.
La fuerza aérea egipcia apoyó a las fuerzas progubernamentales cuando atacaron la base aérea de Al Anad en el sur de Yemen. "EAF y paracaidistas aéreos apoyaron a las fuerzas terrestres yemeníes que ahora se han apoderado de la base militar matando a decenas de rebeldes Houthi".

### Ataques aéreos de 2017 en Libia
En represalia por un ataque del grupo terrorista Estado Islámico a un autobús copto egipcio en Menia, la Fuerza Aérea Egipcia (FAE) realizó seis ataques aéreos contra campamentos y bases terroristas en Libia, según informó la televisión estatal egipcia.

## Galería de imágenes

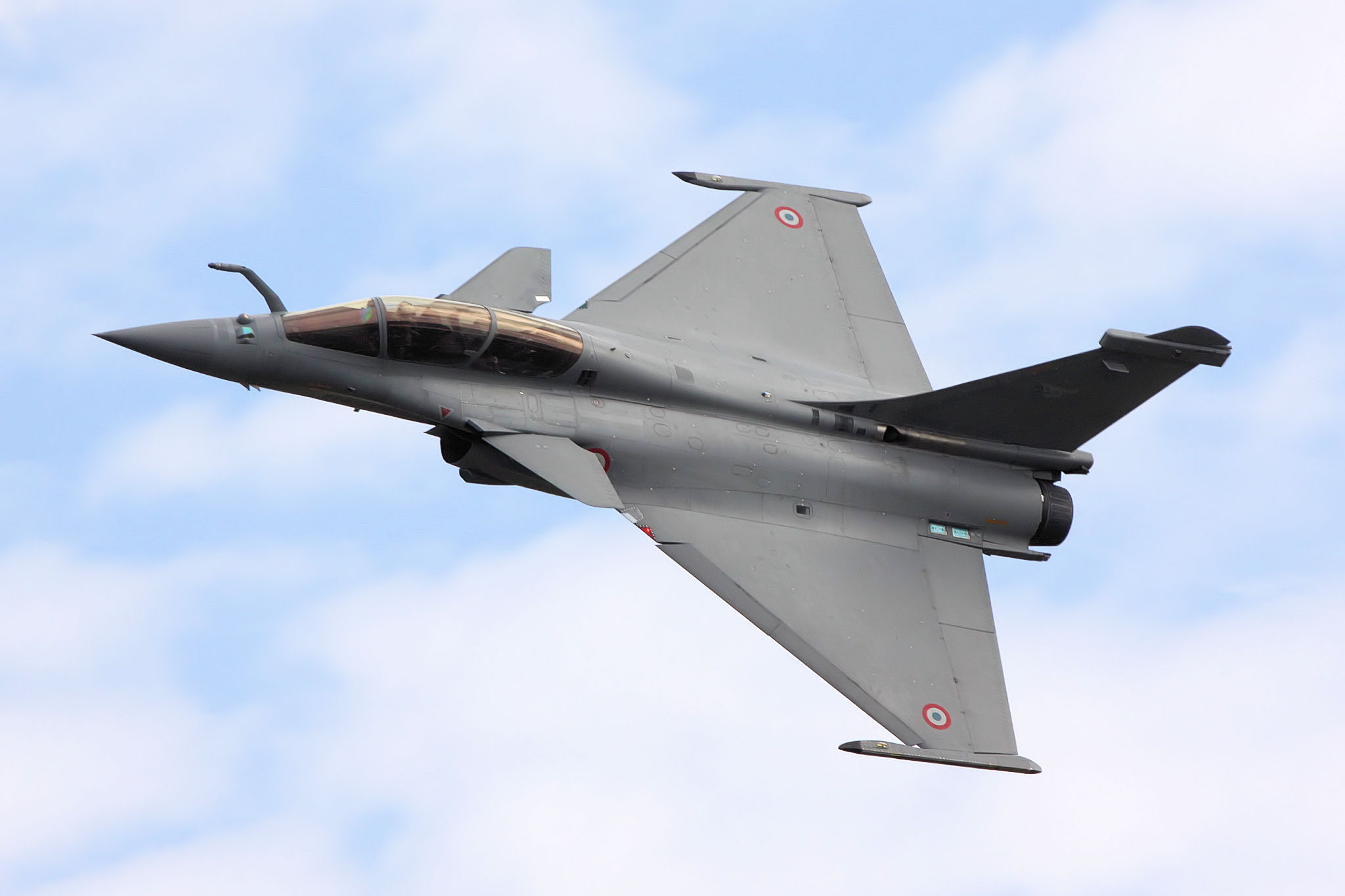
Un caza Rafale.

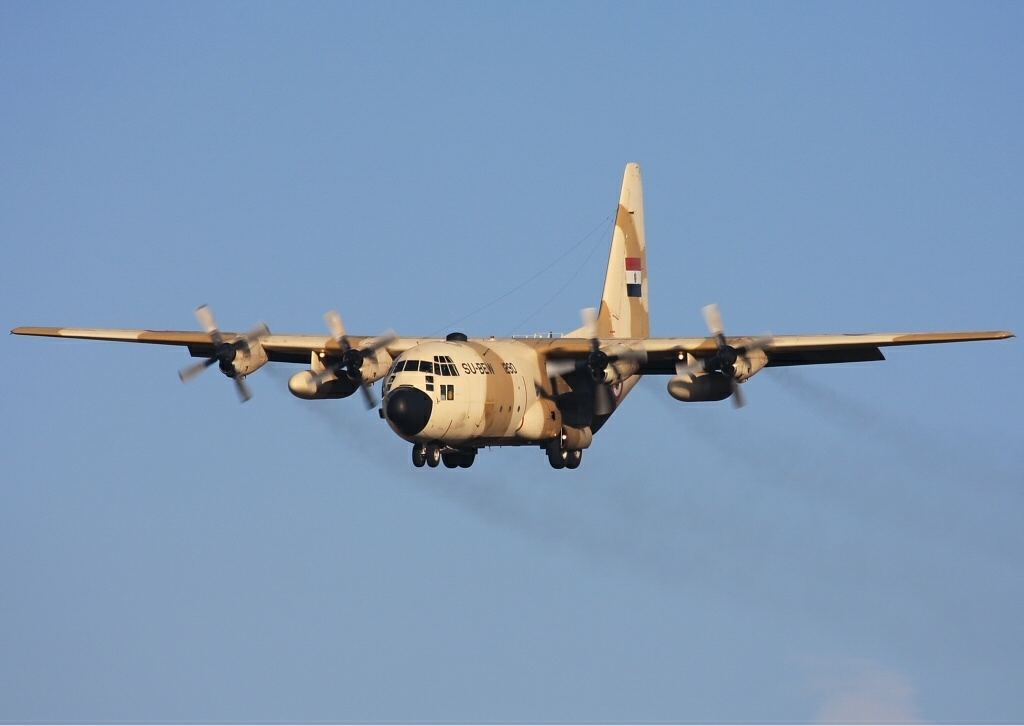
Un avión egipcio C-130H.

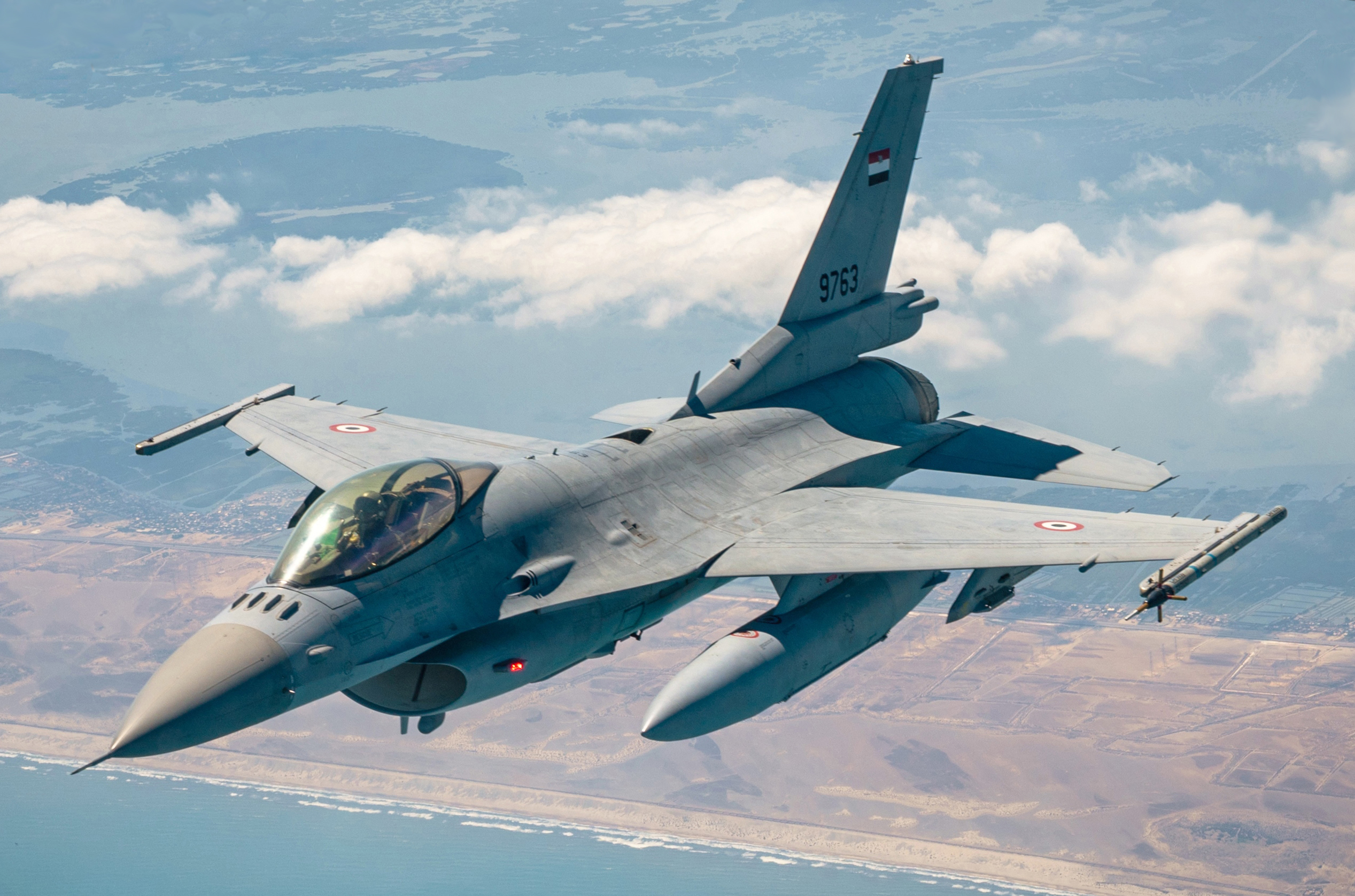
Un avión de combate egipcio F-16.

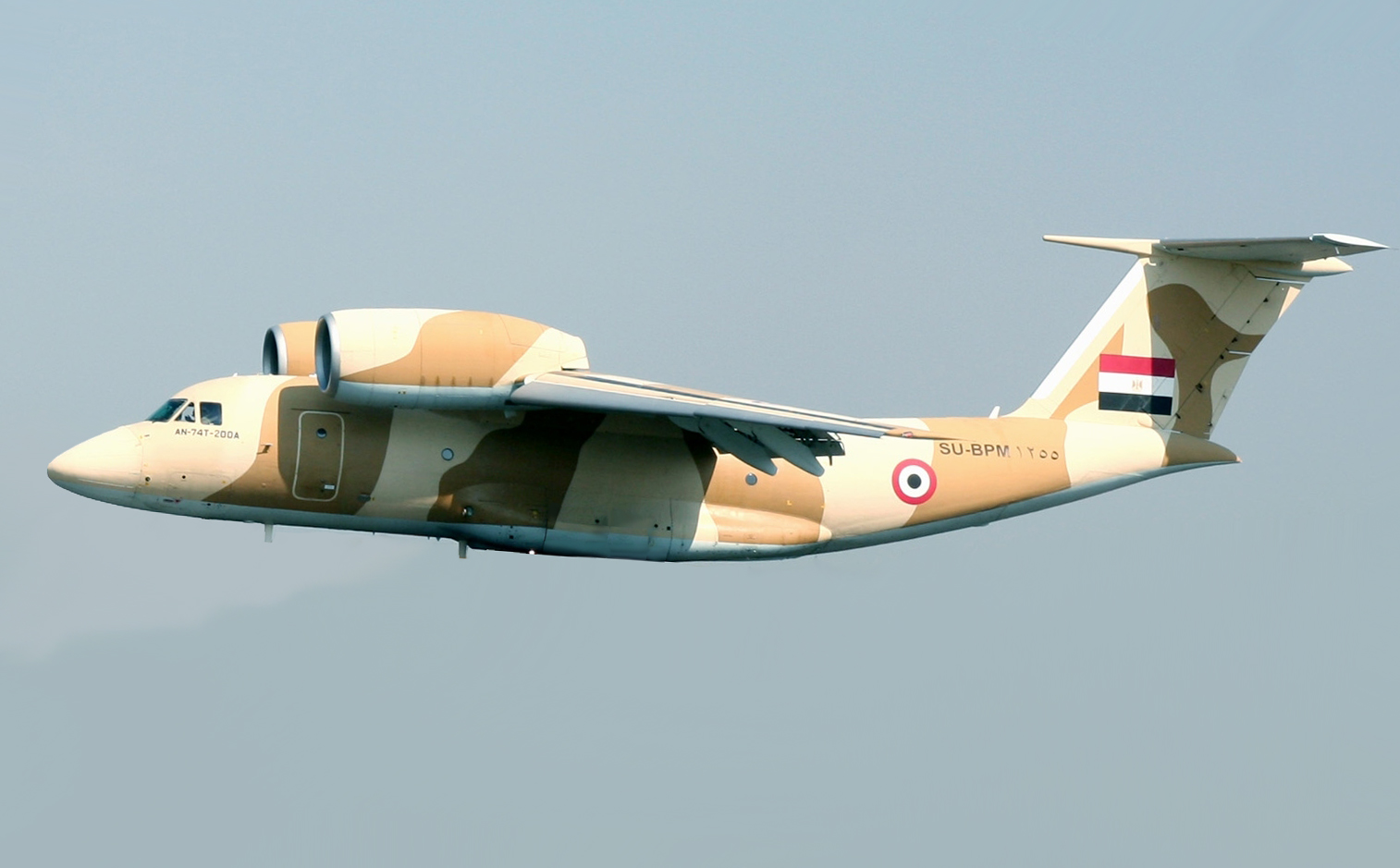
Un An-74 egipcio en vuelo.

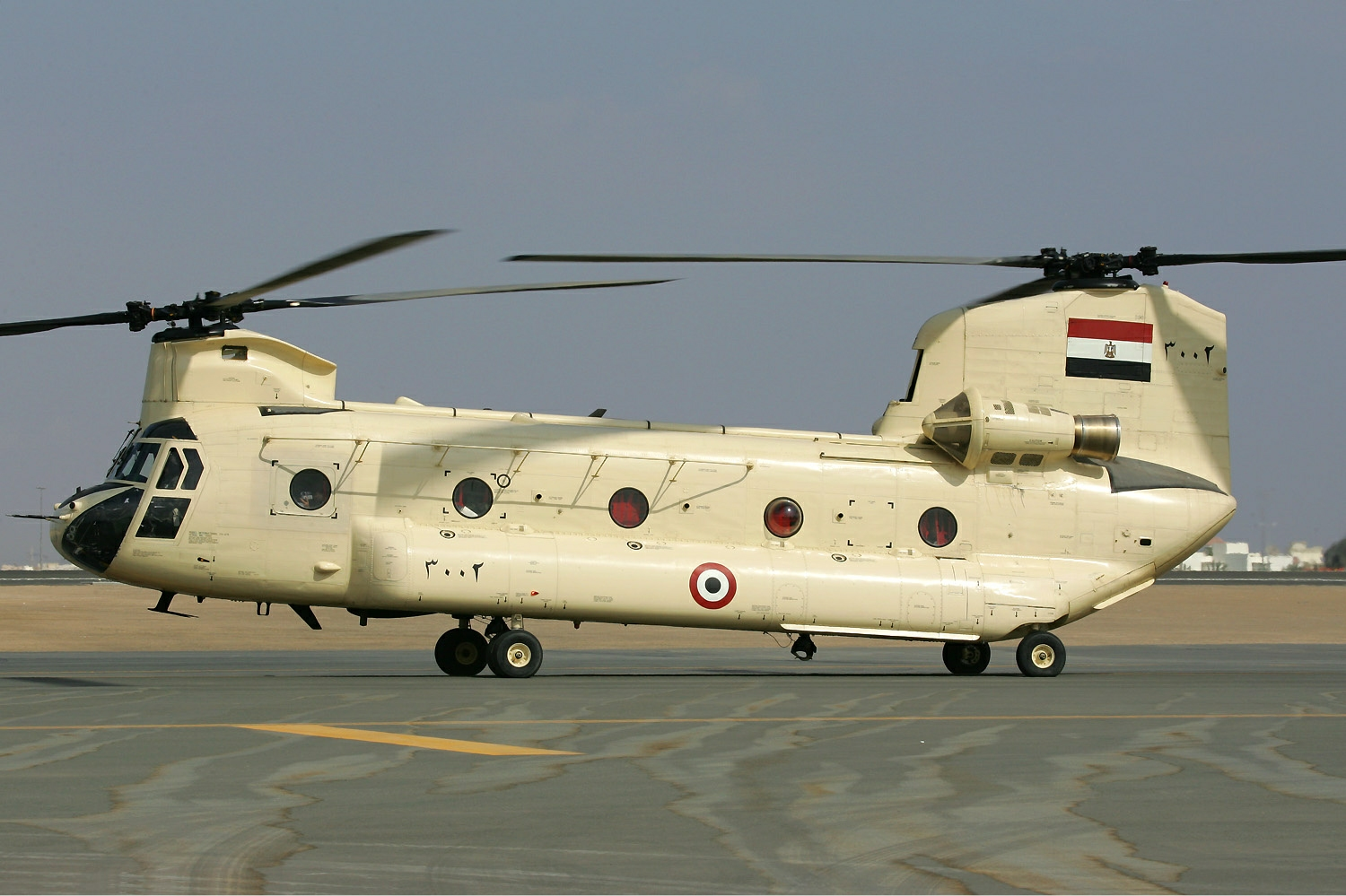
Un Chinook CH-47D egipcio.

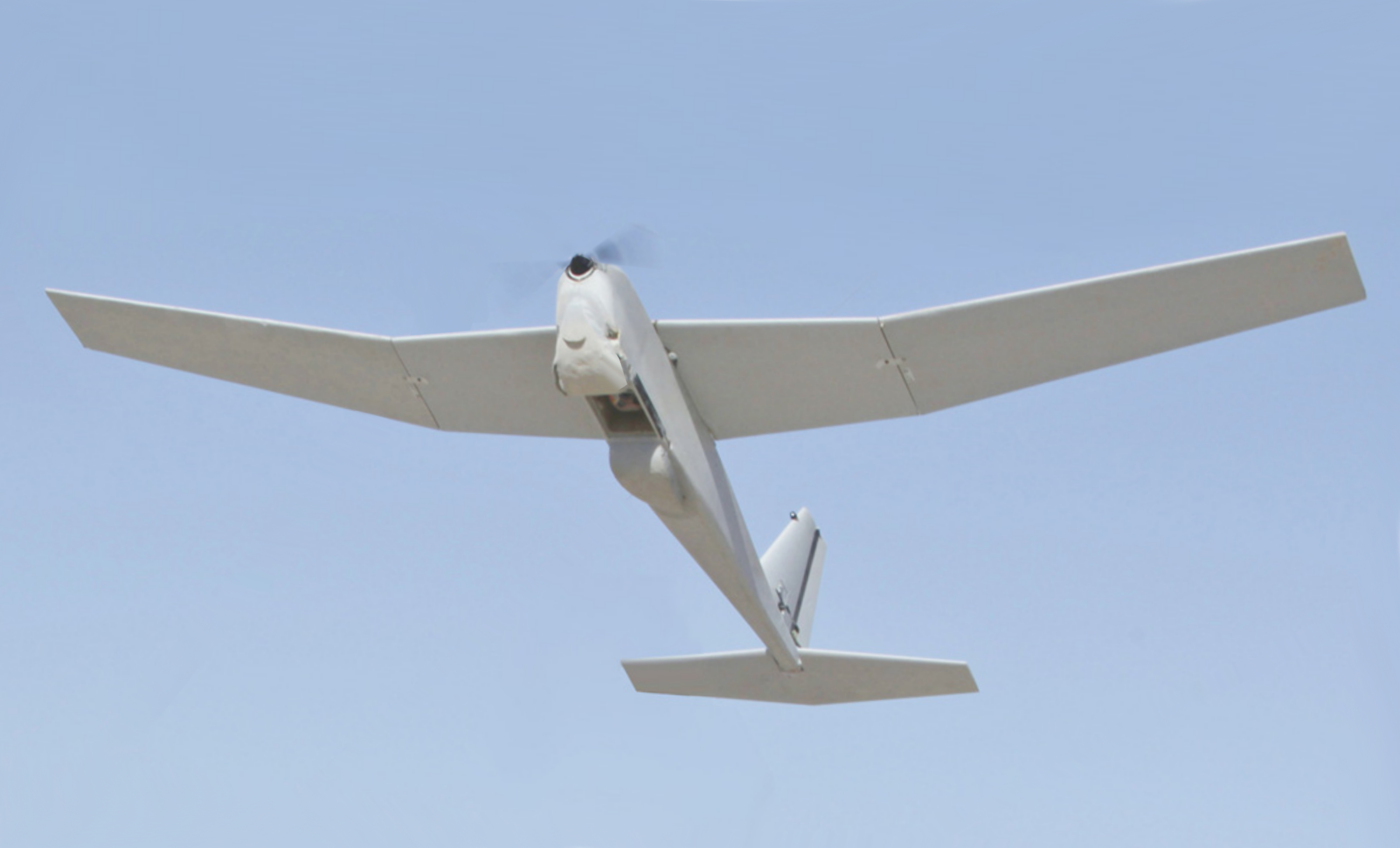
Un VANT egipcio RQ-20 Puma.

## Aeronaves en servicio
| Aeronave                                   | Fotografía    | Origen             | Tipo | Variante        | En servicio   | Notas |
| Avión de caza                              | Avión de caza | Avión de caza      | Avión de caza | Avión de caza   | Avión de caza | Avión de caza |
| ------------------------------------------ | ------------- | ------------------ | --- | --------------- | ------------- | --- |
| General Dynamics F-16 Fighting Falcon      |               | Estados Unidos     | Avión de caza | A/B/C/D         | 240           | 50 unidades de las variantes C y D son utilizadas para el entrenamiento de conversión.                                  |
| Dassault Rafale                            |               | Francia            | Caza polivalente | DM/EM           | 24            | 30 unidades fueron ordenadas.                                                                                           |
| Dassault Mirage 2000                       |               | Francia            | Caza polivalente | EM/BM           | 19            | Se utilizaron cuatro para el entrenamiento de conversión.                                                               |
| MiG-29                                     |               | Rusia              | Caza polivalente | M/M2            | 46            | Se utilizaron seis para el entrenamiento de conversión. Tres aeronaves fueron destruidas en la Guerra de Sudán en 2023. |
| Avión de ataque a tierra                   |               |                    | |                 |               | |
| Dassault Mirage 5                          |               | Francia            | Avión de ataque a tierra                                                                                               | E2/SDE/SDR      | 81            | Se utilizaron seis para el entrenamiento de conversión.                                                                 |
| Alerta temprana y control aerotransportado |               |                    | |                 |               | |
| Northrop Grumman E-2 Hawkeye               |               | Estados Unidos     | Alerta temprana y control aerotransportado                                                                             | E-2C            | 7             | |
| Aeronave de transporte militar             |               |                    | |                 |               | |
| EADS CASA C-295                            |               | España             | Avión de transporte táctico                                                                                            |                 | 22            | |
| De Havilland Canada DHC-5 Buffalo          |               | Canadá             | Avión de transporte táctico / STOL                                                                                     |                 | 8             | |
| Antonov An-74                              |               | Ucrania            | Aeronave de transporte militar / STOL                                                                                  |                 | 8             | |
| Lockheed C-130 Hercules                    |               | Estados Unidos     | Aeronave de transporte militar / Búsqueda y rescate (SAR) / Inteligencia de señales / Inteligencia electrónica (ELINT) | C-130H          | 21            | 12 unidades de la variante C-130J han sido ordenadas.                                                                   |
| Beechcraft 1900                            |               | Estados Unidos     | Aeronave de transporte militar / Guerra electrónica / Guerra aérea                                                     |                 | 8             | Cuatro unidades dedicadas a la guerra electrónica y a la guerra aérea.                                                  |
| Ilyushin Il-76                             |               | Rusia              | Aeronave de transporte militar / Avión de carga                                                                        | Il-76MF         | 2             | Dos unidades obtenidas del Reino de Jordania.                                                                           |
| Helicóptero militar                        |               |                    | |                 |               | |
| Mil Mi-17                                  |               | Rusia              | Helicóptero de transporte militar / Helicóptero antitanque                                                             | Mi-8/17         | 62            | |
| Mil Mi-24                                  |               | Rusia              | Helicóptero de ataque                                                                                                  | Mi-35           | 7             | |
| Kamov Ka-50                                |               | Rusia              | Helicóptero de ataque / Helicóptero antitanque                                                                         | Ka-52           | 39            | Siete unidades han sido ordenadas.                                                                                      |
| Boeing AH-64 Apache                        |               | Estados Unidos     | Helicóptero de ataque / Helicóptero antitanque                                                                         | AH-64D / AH-64E | 46            | |
| CH-47 Chinook                              |               | Estados Unidos     | Helicóptero de transporte / Búsqueda y rescate de combate (CSAR)                                                       | CH-47D          | 19            | |
| Sikorsky S-70                              |               | Estados Unidos     | Helicóptero utilitario                                                                                                 |                 | 2             | |
| Westland Sea King                          |               | Reino Unido        | Helicóptero de transporte / Helicóptero utilitario                                                                     | Commando Mk-2   | 23            | |
| Kaman SH-2G Super Seasprite                |               | Estados Unidos     | Guerra antisubmarina / Avión de patrulla marítima                                                                      |                 | 10            | |
| Aérospatiale Gazelle                       |               | Francia            | Helicóptero de reconocimiento militar / Helicóptero antitanque                                                         | SA342           | 89            | |
| AgustaWestland AW109                       |               | Italia             | Helicóptero utilitario / Helicóptero de transporte militar                                                             |                 | 3             | |
| AgustaWestland AW139                       |               | Italia             | Helicóptero utilitario / Helicóptero de transporte militar                                                             |                 | 4             | |
| AgustaWestland AW149                       |               | Italia             | Helicóptero utilitario / Helicóptero de transporte militar                                                             |                 | 16            | Seis unidades han sido ordenadas.                                                                                       |
| AgustaWestland AW189                       |               | Italia             | Helicóptero utilitario / Búsqueda y rescate (SAR)                                                                      |                 |               | Ocho unidades han sido ordenadas.                                                                                       |
| Avión de entrenamiento                     |               |                    | |                 |               | |
| Grob G 115                                 |               | Alemania           | Avión de entrenamiento                                                                                                 |                 | 74            | |
| Embraer EMB 312 Tucano                     |               | Brasil             | Avión de entrenamiento                                                                                                 |                 | 54            | |
| Hongdu JL-8                                |               | China / Pakistán   | Avión de entrenamiento a reacción                                                                                      |                 | 119           | |
| Dassault/Dornier Alpha Jet                 |               | Francia / Alemania | Avión de entrenamiento a reacción                                                                                      |                 | 18            | 27 unidades dedicadas a la formación avanzada.                                                                          |
| Aero L-39 Albatros                         |               | República Checa    | Avión de entrenamiento a reacción                                                                                      |                 | 1             | |
| Vehículo aéreo no tripulado (VANT)         |               |                    | |                 |               | |
| CASC Rainbow                               |               | China              | VANT de reconocimiento aéreo y vigilancia                                                                              | CH-5            |               | |
| CAIG Wing Loong                            |               | China              | VANT de reconocimiento aéreo y vigilancia                                                                              |                 |               | |
| CAIG Wing Loong II                         |               | China              | VANT de reconocimiento aéreo y vigilancia                                                                              |                 |               | |
| Yabhon United 40                           |               | UAE                | VANT de reconocimiento aéreo y vigilancia                                                                              |                 |               | Producido localmente bajo licencia.                                                                                     |
| AeroVironment RQ-20 Puma                   |               | Estados Unidos     | VANT de reconocimiento aéreo y vigilancia                                                                              |                 |               | Dron lanzado manualnente.                                                                                               |
| Lipán M3                                   |               | Argentina          | VANT de reconocimiento aéreo y vigilancia                                                                              |                 |               | |
| Meggitt Banshee                            |               | Reino Unido        | Blanco aéreo no tripulado                                                                                              |                 |               | |
| Aisheng ASN-209                            |               | China              | VANT de reconocimiento aéreo y vigilancia                                                                              |                 |               | Producido localmente bajo licencia.                                                                                     |
| CASC WJ                                    |               | China              | VANT de reconocimiento aéreo y vigilancia                                                                              | WJ-700          |               | |
| Teledyne Ryan Scarab                       |               | Estados Unidos     | VANT de reconocimiento aéreo y vigilancia                                                                              |                 |               | |